# Средина
Средина е село в Североизточна България. То се намира в община Генерал-Тошево, област Добрич.

## История
Селото е много старо, в непосредствена близост до него са открити римско, грьцко и турско селище.

## Население
Преброяване на населението през 2011 г.
Численост и дял на етническите групи според преброяването на населението през 2011 г.:
|                     | Численост | Дял (в %) |
| Общо                | 58        | 100,00    |
| Българи             | 20        | 34,48     |
| Турци               | 4         | 6,89      |
| Цигани              | 32        | 55,17     |
| Други               | 0         | 0,00      |
| Не се самоопределят | 0         | 0,00      |
| Неотговорили        | 0         | 0,00      |